# Samson Lee
Samson Lee (Swansea, 30 novembre 1992) è un rugbista a 15 britannico, internazionale per il Galles, che gioca nel ruolo di pilone con gli Scarlets nel Pro14.

## Biografia
Già membro della nazionale gallese under-20, Lee iniziò la sua carriera professionistica nel 2012 con gli Scarlets. Un anno più tardi, in occasione del tour dell'Argentina in Europa, fece anche il suo debutto con la nazionale maggiore nella partita del 16 novembre che vide imporsi il Galles sugli ospiti col punteggio 40-6.
Nonostante un infortunio al tendine d'Achille patito durante il Sei Nazioni 2015, nella partita contro l'Irlanda, mise in dubbio la sua partecipazione alla Coppa del Mondo di rugby 2015, alla fine riuscì a recuperare in extremis riuscendo a prendere parte alla competizione. Segnò pure una meta nella partita della fase a gironi contro l'Uruguay vinta 54-9 dai gallesi.

### Vita privata
Samson Lee è orgoglioso delle sue origini nomadi, circostanza ribadita dopo un'offesa subita dal pilone inglese Joe Marler nel corso dell'incontro Inghilterra-Galles valevole per il Sei Nazioni 2016.

## Palmarès
- Pro12: 1
Scarlets: 2016-17